# Chapelle du lycée Lebrun de Coutances
La chapelle  du lycée Lebrun est une chapelle catholique située à Coutances, en France.

## Localisation
La chapelle est située dans le département français de la Manche, sur la commune de Coutances, dans l'enceinte du lycée Lebrun, à 200 m au sud-est de la cathédrale.

## Architecture
L'édifice est inscrit au titre des monuments historiques depuis le 19 décembre 1946.